# Глен-Ридж (Флорида)
Глен-Ридж (англ. Glen Ridge) — місто (англ. town) в США, в окрузі Палм-Біч штату Флорида. Населення — 217 осіб (2020).

## Географія
Глен-Ридж розташований за координатами 26°40′18″ пн. ш. 80°4′32″ зх. д. / 26.67167° пн. ш. 80.07556° зх. д. (26.671738, -80.075640).  За даними Бюро перепису населення США в 2010 році місто мало площу 0,56 км², уся площа — суходіл.

## Демографія
Згідно з переписом 2010 року, у місті мешкало 219 осіб у 84 домогосподарствах у складі 49 родин. Густота населення становила 394 особи/км².  Було 94 помешкання (169/км²).
Расовий склад населення:
| - 95,0 % — білих - 1,4 % — чорних або афроамериканців - 0,9 % — корінних американців - 2,3 % — осіб інших рас |

До двох чи більше рас належало 0,5 %. Частка іспаномовних становила 28,3 % від усіх жителів.
За віковим діапазоном населення розподілялося таким чином: 23,7 % — особи молодші 18 років, 63,5 % — особи у віці 18—64 років, 12,8 % — особи у віці 65 років та старші. Медіана віку мешканця становила 44,1 року. На 100 осіб жіночої статі у місті припадало 110,6 чоловіків;  на 100 жінок у віці від 18 років та старших — 106,2 чоловіків також старших 18 років.
За межею бідності перебувало 21,1 % осіб, у тому числі 44,1 % дітей у віці до 18 років та 10,0 % осіб у віці 65 років та старших.
Цивільне працевлаштоване населення становило 101 особа. Основні галузі зайнятості: роздрібна торгівля — 26,7 %, будівництво — 15,8 %, науковці, спеціалісти, менеджери — 10,9 %, публічна адміністрація — 6,9 %.